# 미나미케센누마역
미나미케센누마역(일본어: 南気仙沼駅)은 일본 미야기현 게센누마시에 위치한 동일본 여객철도 게센누마 선의 철도역이다. 단선 승강장 1면 1선의 구조를 갖춘 지상역이었으나, 2011년 3월에 일어난 동일본 대지진의 여파로 현재는 BRT로 대체 운행되고 있다.

## 이용 현황
| 연도     | 1일 평균 | 연도     | 1일 평균 |
| 2000년도 | 453      | 2008년도 | 266      |
| 2001년도 | 419      | 2009년도 | 271      |
| 2002년도 | 379      | 2010년도 | 251      |
| 2003년도 | 382      | 2011년도 | 영업중단 |
| 2004년도 | 395      | 2012년도 | 영업중단 |
| 2005년도 | 275      | 2013년도 | 110      |
| 2006년도 | 262      | 2014년도 | 119      |
| 2007년도 | 260      |          |          |
| -------- | -------- | -------- | -------- |

## 역 주변
- 국도 제45호선

## 역사
- 1957년 2월 11일 : 일본국유철도 게센누마 선의 역으로서 개업. 게센누마 역장 관리.
- 1975년 4월 1일 : 미나미케센누마 역장이 배치되어, 관리역으로 되다.
- 1979년 11월 1일 : 화물 지선 폐지.
- 1986년 11월 1일 : 미나미케센누마 역장이 폐지되어, 게센누마 역장 관리하에 한다.
- 1987년 4월 1일 : 일본국유철도 분할 민영화에 의해, 동일본 여객철도가 승계.
- 1990년대 후반 : JR 게센누마 여행센터 설치.
- 2003년 봄 : 교환 설비 철거.
- 2007년 4월 1일 : 키오스크 폐점.
- 2009년 7월 1일 : JR 게센누마 여행센터가 공휴일 휴업에서 주말 휴업으로 한다.
- 2011년 3월 11일 : 동일본 대지진으로 발생했던 쓰나미로 인해 소실.
- 2012년 8월 20일 : BRT로 임시 복구. 역은 국도 위로 이설.
- 2020년 4월 1일 : 야나이즈 역 - 게센누마 역 간의 철도 사업 폐지로 인해 철도역으로는 폐역됨.

## 인접 역
| 게센누마 선            | 게센누마 선   | 게센누마 선              |
| ---------------------- | ------------- | ------------------------ |
| 마쓰이와 마에야치 방면 | ■ 게센누마 선 | 후도노사와 게센누마 방면 |